# Guggernellgrat
Der Guggernellgrat ist mit 2810 m ü. M. die höchste Erhebung der Strelakette in den Plessur-Alpen im Kanton Graubünden/Schweiz. Er erstreckt sich auf den Kamm zwischen Spitzig Gretli (2788 m ü. M.) und (dem Gipfel) Guggernell (2744 m ü. M.). Benachbarte Erhebungen sind der Sandhubel (2763,9 m ü. M.) im Nordosten und die Tgapeala Cotschna (2712 m ü. M.) im Südwesten.

## Lage und Beschreibung
Der Guggernellgrat befindet sich zwischen dem Welschtobel/Alp Ramoz bei Arosa und dem Landwassertal. Er liegt auf dem Gebiet der Gemeinden Albula/Alvra, Arosa, Schmitten und Wiesen (nunmehr Davos). Der Grat wird geologisch zur Silvretta-Decke gezählt, die hier – teils in kristalliner Form, teils als Sedimente – die Aroser-Dolomiten-Decke überlagert.
Der Guggernellgrat bricht gegen Nordwesten in steilen, durch Pfeiler und Rinnen gegliederten Wänden ab, die insbesondere aufgrund des unzuverlässigen Gesteins kaum erklettert werden. Gegen Südosten zweigen vier bedeutende Grate ab, von Punkt 2788 das Spitzig Gretli, von Punkt 2795 der Tiaungrat und von Punkt 2810 sowie Punkt 2744 je ein unbenannter Grat. All diese Grate schliessen Schuttmulden ein (Häfeli, Bliberg und Schaftobel), aus denen Geröllhalden an gewissen Stellen bis zur Grathöhe reichen. Der höchste Punkt des Grates selbst (Punkt 2810) ist eine markante Pyramide und ein lohnendes Tourenziel. Am einfachsten lässt er sich von Schmitten her über den Südrücken erreichen.

## Routen zum Gipfel

### Über den Südrücken
- Ausgangspunkt: Schmitten (1301 m)
- Route: Via Acla, Ragleuna, Zaplina
- Schwierigkeit: T4
- Zeitaufwand: 4.5 Std.

### Über den Südwestgrat
- Ausgangspunkt: Tgapeala Cotschna (2712 m)
- Route: Über den Westgrat zum Guggernell (2744 m) und weiter dem Grat entlang
- Schwierigkeit: T6
- Zeitaufwand: 2.5 Std., 1 Std. vom Guggernell
- Besonderes: Türme werden teils überstiegen, teils südlich umgangen

### Gratüberschreitung von Nordosten
- Ausgangspunkt: Spitzig Gretli (2788 m)
- Route: Über den zerrissenen und mit Türmen gespickten Grat
- Schwierigkeit: S
- Zeitaufwand: 5 Std. zum Gipfel (2810 m), 5.75 Std. vom Sandhubel (2764 m)
- Besonderes: Zeitbedarf und Schwierigkeit hängen stark davon ab, wie sehr man sich an die Gratkante hält oder einfachere Umgehungen benutzt

### Winterbesteigung
Die Gipfel des Guggernellgrats werden winters normalerweise nicht besucht. Von Davos Wiesen führt jedoch eine Skitourenroute durch das Häfeli zum Spitzig Gretli (Route 188).

## Namensherkunft
Guggernellgrat und Guggernell sind nicht zu verwechseln etwa mit dem Guggernüll, dem Hausberg der Gemeinde Medels im Rheinwald. Seinen Namen erhielt der Grat von den während Jahrhunderten in Arosa und Schmitten siedelnden Walsern, die die Bezeichnung "Guggernell" aus ihrer Urheimat, dem Wallis, mitgebracht haben. Darin enthalten ist das Verb "guggen" (schauen); es handelt sich also bei diesem Berg um eine eigentliche Ausschauzinne. Diese Bezeichnung für ähnliche gebaute Aussichtspunkte kommt auch in anderen Walsergebieten (Avers, Safien, Churwalden, Maienfeld) vor und ist sogar im Rätoromanischen als Cucarnegl bekannt.